# تنغ سيمين (مقاطعة فسا)
تنغ سيمين (بالفارسية: تنگ سیمین) هي قرية تقع في قسم كوشك قاضي الريفي في إيران.